# Arrentières
Arrentières é uma comuna francesa na região administrativa de Grande Leste, no departamento de Aube. Estende-se por uma área de 13,91 km². Em 2010 a comuna tinha 214 habitantes (densidade: 15,4 hab./km²).